# Офіклеїд
Офіклеїд (фр. ophicléide, від грец. ὄφις «змія» і грец. κλείς «засув, ключ») — мідний духовий музичний інструмент з сімейства клаппенгорнів (бюгельгорнів з клапанами), що зовні нагадує фагот. Нині вийшов з ужитку.
Запатентований 1814 року парижанином Ж. В. Асті (Jean Hilaire Asté). Являє собою підковоподібну конічну трубку з вузьким спірально відігнутим кінцем, у який вставлено чашоподібний мундштук.
Виготовлявся трьох строїв: басовий, альтовий (діапазон по 3 октави) і контрабасовий (діапазон 2,5 октави). Найпопулярнішим був басовий офіклеїд, однак до середини XIX століття його витіснила туба; нині зрідка використовується в духових, переважно військових оркестрах деяких європейських країн (Франції, Італії) та країн Південної Америки.